# Luonteri
Le lac Luonteri est un bassin du Saimaa situé à Juva et Mikkeli dans la région de Savonie du Sud de la province de Finlande-Orientale,,.

## Géographie
La longueur du Luonteri mesurée entre Enovesi et Haukkolahti est d'environ 28 kilomètres et la largeur de Kokkosenlahti à Talvirannanselkä est d'environ 20 kilomètres. Sa superficie est de 108 km2.
Les îles et îlots rocheux du lac forment un ensemble pittoresque. L'archipel du lac fait partie du programme de protection du littoral dans le cadre du projet Natura 2000 (FI0500021, 8 441 hectares).
La zone est un terrain forestier vallonné avec des affleurements rocheux de gneiss migmatique avec des crêtes granitiques. 
La faune de la zone comprend le damier du frêne, la loutre, l'écureuil volant et le phoque marbré du lac Saimaa.

## Accès
La plus grande route qui passe à côté du lac Luonteri dans le village d'Anttola est la route principale 62 entre Mikkeli et Puumala.